# Karl Surkamp
Karl Surkamp (* 11. Juni 1883 in Bochum; † 21. Oktober 1952 in Gelsenkirchen) war ein deutscher Gewerkschafter und sozialdemokratischer Politiker.

## Leben und Wirken
Surkamp machte nach der Volksschule zunächst eine Lehre als Metzger, bevor er Bergmann wurde. In diesem Beruf war er bis 1919 tätig. Seit 1900 war Surkamp Mitglied in der SPD und dem freigewerkschaftlichen Bergarbeiterverband. Für diesen arbeitete er von 1919 bis 1925 als Gewerkschaftssekretär in Gelsenkirchen. Von 1925 bis 1933 war er Betriebsinspektor der Stadt Gelsenkirchen. In der SPD war Surkamp stellvertretender Unterbezirksvorsitzender und von 1917 bis 1933 Mitglied der Stadtverordneter in Buer und außerdem Vorsitzender der SPD-Fraktion im Rat der Stadt Gelsenkirchen. Daneben war er Mitglied des westfälischen Provinziallandtages von 1921 bis 1925 und von 1930 bis 1933. Mit dem Beginn der nationalsozialistischen Herrschaft wurde Surkamp entlassen und war bis 1945 arbeitslos. Zeitweise war er aus politischen Gründen im Zuchthaus Herford inhaftiert.
Nach dem Zweiten Weltkrieg war Surkamp 1946 zunächst Mitglied im ernannten Provinziallandtag von Westfalen und des ernannten Landtages von Nordrhein-Westfalen (vom 2. Oktober 1946 bis zum 21. Oktober 1952). Dem Parlament gehörte er in der ersten und zweiten Wahlperiode für den Wahlkreis 98 (Gelsenkirchen-Nord) an.

## Ehrungen
Nach Karl Surkamp ist in seinem früheren Wahlkreis eine Straße – Surkampstraße – benannt.